# Крестьянка (журнал)
«Крестья́нка» — советское, КПРФ и российское периодическое издание, основанное в 1922 году.

## История
Выходил в печати с июня 1922 года по 2015 год.
Первый номер «Крестьянки» вышел тиражом пять тысяч экземпляров. В 1968 году тираж журнала составлял 5,6 млн экз.; тираж 1970—1971 гг. — 6,1 млн экз. (цена номера — 10 копеек); тираж 1988 года — 19 млн экз. (цена номера 25 копеек); тираж 1989 года — 21 млн экз.; тираж 1990 года — 22 млн экз. (цена номера 25 коп.). В 1973 году тираж достиг отметки в 6,3 млн экземпляров. В первом выпуске опубликовано обращение Председателя ВЦИК М. Калинина к читательницам, в котором разъяснялась роль издания в приобщении тружениц к общественной и культурной жизни страны. В листке-приложении для обучения неграмотных и малограмотных излагалось популярно содержание декрета 26 декабря 1919 года «О ликвидации безграмотности среди населения РСФСР». Юридически журнал основан Отделом по работе среди женщин ЦК РКП(б), на начальном этапе конкурировал с другими ежемесячниками: «Работница и крестьянка» (1932—1941), «Женский журнал» (1926—1930) и т. д.:

Там тоже печатались статьи на «женские темы», журналы воспитывали женщин, небрежно относящихся к своей внешности.

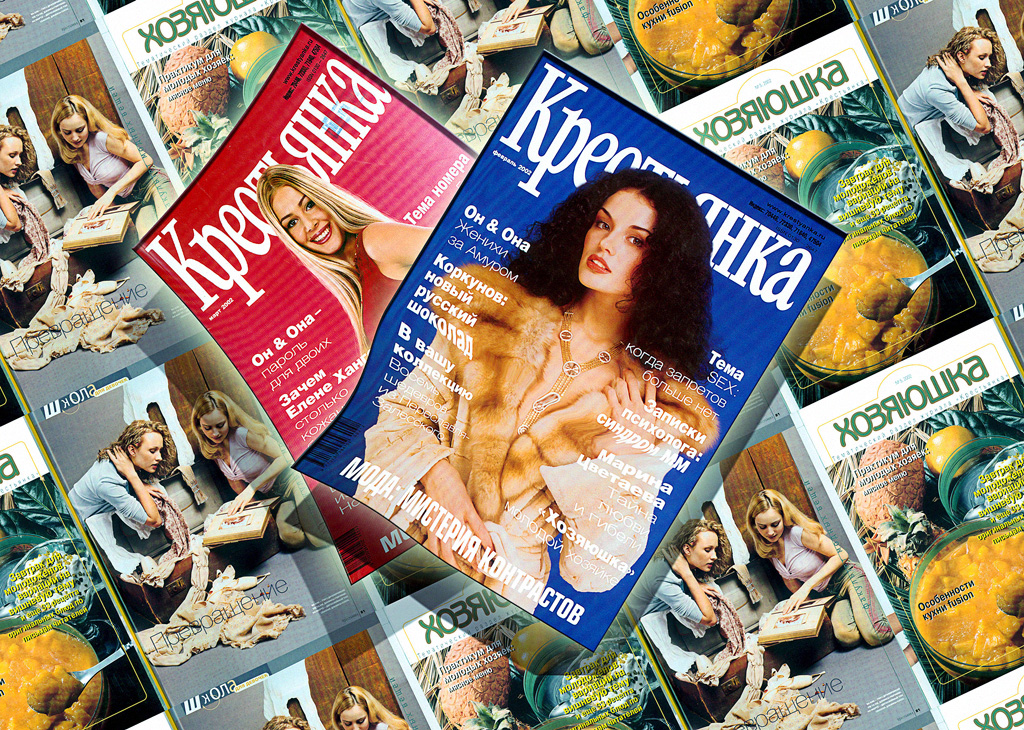
Журнал «Крестьянка»

У издания была сеть женщин-селькоров. К каждому выпуску прилагалось бесплатное пособие — уроки кройки и шитья, вязания, моды и т. д.
В журнале публиковались вкладки — бесплатные приложения.
На страницах журнала выступали М. И. Калинин, Н. К. Крупская, М. И. Ульянова, А. И. Ульянова-Елизарова, А. В. Луначарский, для него писали Демьян Бедный, Максим Горький, А. С. Серафимович, А. Т. Твардовский и другие именитые писатели.
До 1991 года издателем формально было издательство ЦК КПСС «Правда».
В 1999 году был зарегистрирован сайт журнала «Крестьянка» krestyanka.ru, где размещается электронная версия журнала.
В 2005 году бренд был продан новому издателю, которым стал Издательский дом Родионова. По оценкам экспертов, сумма сделки — три миллиона долларов.
В 2008 году Марина Леско провела ребрендинг издания, в результате чего рейтинг журнала вырос до 892,7 тысяч читателей (Average Issue Readership — усреднённое количество читателей одного номера издания).
В 2010 году макет журнала и его концепция претерпели существенные изменения. Новым главным редактором журнала стала Наталья Щербаненко, а главной темой — загородный дом и всё, что его окружает. Шеф-редактором обновленной «Крестьянки» стала Анна Бабяшкина.
В конце 2015 года вышел в печати последний выпуск.
Рейтинг журнала составлял 1,4 млн читателей ежемесячно.
В 2022 г. в различных СМИ вышли сюжеты о 100-летнем юбилее журнала «Крестьянка».
.

## Главные редакторы печатной версии
- 1953—1962 — Екатерина Ивановна Леонтьева[24]
- 1970—1971 — И. А. Кобчикова
- 1981—1985 — Галина Владимировна Семенова
- 1985—2005 — Анастасия Викторовна Куприянова
- 2005 — ноябрь 2007 — Алла Виноградова
- декабрь 2007 — июнь 2008 — Тамара Виркунен
- июль — декабрь 2008 — Анна Перова
- июль — январь 2009 — Тамара Виркунен
- февраль — август 2009 — Оксана Пономарева[25]
- август 2009—2010 — Наталья Щербаненко[15]
- 2010—2015 — Анна Бабяшкина

## Награды
В 1972 году награждён орденом Ленина. В 1990-х годах изображение ордена не публиковалось на обложке и страницах журнала.